# Onthophagus rodentium
Onthophagus rodentium är en skalbaggsart som beskrevs av Riccardo Pittino 2004. Onthophagus rodentium ingår i släktet Onthophagus och familjen bladhorningar. Inga underarter finns listade i Catalogue of Life.